# Casagiove
Casagiove é uma comuna italiana da região da Campania, província de Caserta, com cerca de 14.811 habitantes. Estende-se por uma área de 6 km², tendo uma densidade populacional de 2469 hab/km². Faz fronteira com Casapulla, Caserta, Macerata Campania, Recale, San Nicola la Strada, San Prisco.

## Demografia
| Variação demográfica do município entre 1861 e 2011                               |
|                                                                                   |
| Fonte: Istituto Nazionale di Statistica (ISTAT) - Elaboração gráfica da Wikipedia |